# Савичев, Константин Дмитриевич
Константин Дмитриевич Савичев (6 марта 1994, Брянск, Россия) — российский футболист, защитник и капитан клуба «Акрон». Мастер спорта России (2024).

## Карьера

### Начало карьеры
Начинал заниматься футболом в Брянске, в местной команде «Спартак». В 12 лет с брянской командой участвовал в турнире «Кожаный мяч» в Рязани, где его заметили селекционеры школы «Мастер-Сатурн» и пригласили на просмотр. Савичев участвовал с командой в турнире на Украине, где стал лучшим бомбардиром. Параллельно с этим ездил на просмотр в московский «Спартак», но не получил конкретного предложения и принял решение остаться в «Мастер-Сатурне».
С 2010 года стал выступать за молодёжный состав раменского «Сатурна», в котором провёл 5 матчей. Зимой 2011 года у «Сатурна» возникли финансовые проблемы, и вместе с Сергеем Брызгаловым Савичев перешёл в московский «Спартак».

### «Спартак» Москва
В «Спартаке» Савичев продолжил играть в молодёжном первенстве России. В сезоне 2011/12 он стал серебряным призёром, а в сезоне 2012/13 выиграл чемпионат. С 2013 года начал выступать за фарм-клуб «Спартак-2», в составе которого выиграл Первенство ПФЛ 2014/2015.
5 сентября 2014 года участвовал в матче открытия спартаковского стадиона «Открытие Арена», в котором «Спартак» сыграл вничью с «Црвеной Звездой» (1:1). Савичев появился на поле на 63-й минуте, заменив Павла Яковлева.
Вместе с основной командой «Спартака» проходил предсезонные сборы 2013/14, 2014/15 и 2016/17 и принимал участие в товарищеских играх, однако в официальных матчах за «красно-белых» так и не дебютировал. 9 июня 2017 года Савичев покинул «Спартак» по истечении контракта.

### «СКА-Хабаровск»
17 июня 2017 года Савичев подписал контракт с новичком Премьер-лиги — клубом «СКА-Хабаровск». Дебютировал 16 июля в 1-м туре чемпионата России против «Зенита» (0:2), выйдя на замену на 74-й минуте вместо Александра Черевко. В сезоне 2017/18 Савичев проводит за дебютантов РПЛ 18 игр, забив 1 гол и сделав 1 голевую передачу.

### «Анжи»
12 июля 2018 года подписал контракт с махачкалинским «Анжи». Дебютировал за новый клуб Савичев 11 августа во встрече со «Спартаком». Всего за махачкалинцев Савичев провел 14 игр в Премьер Лиге и 1 в Кубке России, результативными действиями не отметился.

### «Енисей»
24 января 2019 года Константин Савичев перешел в красноярский «Енисей». Он дебютировал за красноярцев в домашней встрече против «Ростова» 3 марта 2019 года. Всего за «Енисей» Савичев провел 35 игр, забил 5 голов и сделал 4 результативные передачи. 11 июня 2020 года стало известно, что Савичев покидает клуб «по семейным обстоятельствам».

### «Чайка»
1 июля 2020 года подписал двухлетний контракт с «Чайка». Его дебют за «Чайку» состоялся 1 августа 2020 года в гостевом матче в Нижнекамске против «Нефтехимик». 13 мая 2021 года Савичев продлил контракт с «Чайкой» до 2023 года, но 6 июля 2021 года покинул клуб. Всего за клуб Константин Савичев провёл 36 матчей, в которых отметился 6 забитыми мячами и 4 голевыми передачами.

### «Акрон»
6 июля 2021 года подписал контракт с «Акрон» до 2026 года и провёл там свою первую тренировку за новую команду. 10 августа 2021 года дебютировал за «тольяттинцев» в матче против «СКА-Хабаровск».

## Карьера в сборной
Вызывался в юношеские сборные России до 16, до 18 и до 19 лет. В ноябре 2014 года был впервые вызван в молодёжную сборную России. Дебютировал 12 ноября в товарищеском матче против сборной США (до 20 лет) (3:4).

## Достижения

### Командные
«Спартак» (Москва)
- Победитель молодёжного первенства России: 2012/13

«Спартак-2» (Москва)
- Победитель Первенства ПФЛ: 2014/15 (зона «Запад»)

Акрон (Тольятти)
- Бронзовый призёр Первой лиги России: 2023/24
- Финалист Пути регионов Кубка России (1-й этап): 2022/23

## Статистика

### Клубная
| Клуб               | Сезон   | Чемпионат | Чемпионат | Кубок | Кубок | Еврокубки | Еврокубки | Всего | Всего |
| Клуб               | Сезон   | Игры      | Голы      | Игры  | Голы  | Игры      | Голы      | Игры  | Голы  |
| ------------------ | ------- | --------- | --------- | ----- | ----- | --------- | --------- | ----- | ----- |
| Спартак-2 (Москва) | 2013/14 | 27        | 2         | 0     | 0     | 0         | 0         | 27    | 2     |
| Спартак-2 (Москва) | 2014/15 | 29        | 5         | 0     | 0     | 0         | 0         | 29    | 5     |
| Спартак-2 (Москва) | 2015/16 | 34        | 4         | 0     | 0     | 0         | 0         | 34    | 4     |
| Спартак-2 (Москва) | 2016/17 | 30        | 2         | 0     | 0     | 0         | 0         | 30    | 2     |
| Спартак-2 (Москва) | Итого   | 120       | 13        | 0     | 0     | 0         | 0         | 120   | 13    |
| СКА-Хабаровск      | 2017/18 | 18        | 1         | 1     | 0     | 0         | 0         | 19    | 1     |
| СКА-Хабаровск      | Итого   | 18        | 1         | 1     | 0     | 0         | 0         | 19    | 1     |
| Анжи               | 2018/19 | 14        | 0         | 1     | 0     | 0         | 0         | 15    | 0     |
| Анжи               | Итого   | 14        | 0         | 1     | 0     | 0         | 0         | 15    | 0     |
| Енисей             | 2018/19 | 8         | 0         | 0     | 0     | 0         | 0         | 8     | 0     |
| Енисей             | 2019/20 | 25        | 4         | 2     | 1     | 0         | 0         | 27    | 5     |
| Енисей             | Итого   | 33        | 4         | 2     | 1     | 0         | 0         | 35    | 5     |
| Чайка              | 2020/21 | 35        | 6         | 1     | 0     | 0         | 0         | 36    | 6     |
| Чайка              | Итого   | 35        | 6         | 1     | 0     | 0         | 0         | 36    | 6     |
| Акрон              | 2021/22 | 32        | 1         | 1     | 0     | 0         | 0         | 33    | 1     |
| Акрон              | 2022/23 | 30        | 4         | 7     | 1     | 0         | 0         | 37    | 5     |
| Акрон              | 2023/24 | 33        | 3         | 3     | 1     | 0         | 0         | 36    | 4     |
| Акрон              | 2024/25 | 2         | 0         | 0     | 0     | 0         | 0         | 2     | 0     |
| Акрон              | Итого   | 97        | 8         | 11    | 2     | 0         | 0         | 108   | 10    |
| Всего              | Всего   | 317       | 34        | 16    | 3     | 0         | 0         | 333   | 35    |

### В сборной

#### Молодёжная сборная
| Матчи и голы Константина Савичева за юниорские и молодёжную сборные России | Матчи и голы Константина Савичева за юниорские и молодёжную сборные России | Матчи и голы Константина Савичева за юниорские и молодёжную сборные России | Матчи и голы Константина Савичева за юниорские и молодёжную сборные России | Матчи и голы Константина Савичева за юниорские и молодёжную сборные России | Матчи и голы Константина Савичева за юниорские и молодёжную сборные России | Матчи и голы Константина Савичева за юниорские и молодёжную сборные России |
| №                                                                          | Дата                                                                       | Соперник                                                                   | Счёт                                                                       | Голы                                                                       | Соревнование                                                               |                                                                            |
| -------------------------------------------------------------------------- | -------------------------------------------------------------------------- | -------------------------------------------------------------------------- | -------------------------------------------------------------------------- | -------------------------------------------------------------------------- | -------------------------------------------------------------------------- | -------------------------------------------------------------------------- |
| 1                                                                          | 17 января 2010                                                             | Тунис                                                                      | 1:2                                                                        | -                                                                          | Товарищеский матч                                                          |                                                                            |
| 2                                                                          | 20 января 2010                                                             | Тунис                                                                      | 1:3                                                                        | -                                                                          | Товарищеский матч                                                          |                                                                            |
| 3                                                                          | 23 марта 2010                                                              | Турция                                                                     | 2:1                                                                        | -                                                                          | Товарищеский матч                                                          |                                                                            |
| 4                                                                          | 25 марта 2010                                                              | Турция                                                                     | 0:2                                                                        | -                                                                          | Товарищеский матч                                                          |                                                                            |
| 5                                                                          | 22 мая 2012                                                                | Германия                                                                   | 1:3                                                                        | -                                                                          | Товарищеский матч                                                          |                                                                            |
| 6                                                                          | 24 мая 2012                                                                | Германия                                                                   | 2:3                                                                        | -                                                                          | Товарищеский матч                                                          |                                                                            |
| 7                                                                          | 4 июля 2012                                                                | Беларусь                                                                   | 2:3                                                                        | -                                                                          | Товарищеский матч                                                          |                                                                            |
| 8                                                                          | 12 ноября 2014                                                             | США                                                                        | 3:4                                                                        | -                                                                          | Товарищеский матч                                                          |                                                                            |
| 9                                                                          | 15 ноября 2014                                                             | Канада                                                                     | 1:2                                                                        | -                                                                          | Товарищеский матч                                                          |                                                                            |
| 10                                                                         | 17 ноября 2014                                                             | Ирландия                                                                   | 2:2                                                                        | -                                                                          | Товарищеский матч                                                          |                                                                            |
| 11                                                                         | 31 марта 2015                                                              | Швеция                                                                     | 0:2                                                                        | -                                                                          | Товарищеский матч                                                          |                                                                            |
| 12                                                                         | 14 июня 2015                                                               | Беларусь                                                                   | 3:0                                                                        | -                                                                          | Товарищеский матч                                                          |                                                                            |
| 13                                                                         | 12 октября 2015                                                            | Хорватия                                                                   | 4:3                                                                        | -                                                                          | Товарищеский матч                                                          |                                                                            |
| 14                                                                         | 17 ноября 2015                                                             | Азербайджан                                                                | 0:3                                                                        | -                                                                          | Отборочные матчи ЧЕ-2017                                                   |                                                                            |